# Pałac Tuileries
Pałac Tuileries (fr. Palais des Tuileries) – nieistniejący pałac władców francuskich, położony w Paryżu, przy prawym brzegu Sekwany, około 500 metrów na zachód od królewskiej rezydencji Luwr. Spłonął w 1871, podczas Komuny Paryskiej i został później rozebrany.
Z dawnego pałacu do dzisiaj zachowały się tylko Pawilon Flory (Pavillon de Flore) i  przeciwległy Pavillon de Marsan, stanowiące zakończenie skrzydeł obecnego Luwru oraz rozległy park Tuileries (fr. Jardin des Tuileries), rozciągający się od Luwru  w kierunku Place de la Concorde.

## Historia
Pałac Tuileries został zbudowany w 1564 z inicjatywy Katarzyny Medycejskiej, według planów Philiberta Delorme w miejscu wcześniejszej cegielni (fr. la tuilerie). Po śmierci Katarzyny Medycejskiej w 1589 pałac nie został ukończony.
Henryk IV Burbon opracował plan połączenia Luwru z Tuileries, budując dwie galerie na południu i na północy parku. Ten zamiar, nazwany przez Burbona „Wielkim projektem” (fr. Grand Dessein) miał na celu połączenie dwóch pałaców w jeden. Jednak plan ten nie został w pełni zrealizowany. 
Dopiero za panowania Karola IX Walezjusza duża sala galerii (fr. Salle des Grande Galerie) została zbudowana na południu, wzdłuż Sekwany. W XVII wieku, kiedy Ludwik XIV przeprowadził się do pałacu wersalskiego, pałac Tuileries stracił na znaczeniu i często stał pusty. W pałacu Tuileries, w sali koncertowej „Stu Szwajcarów” (fr. Salle des Cent-Suisses) odbywały się od 1725 koncerty publiczne, a później, od 1784 znajdował się tam Teatr Tuileries (fr. Théâtre des Tuileries).
Od 6 października 1789, podczas Rewolucji francuskiej mieszkała tu rodzina królewska. 10 sierpnia 1792 została obalona monarchia we Francji. Duża część królewskiej gwardii szwajcarskiej padła ofiarą napastników, co przypomina dzisiaj pomnik szwajcarskich gwardzistów. Ludwik XVI, Maria Antonina Austriaczka i ich dzieci zostali zabrani w wyniku tych wydarzeń do fortecy Temple.
W 1806 wznowiono pracę nad połączeniem dwóch pałaców. Charles Percier i Pierre François Louis Fontaine zaczęli równolegle od skrzydła północnego – Grande Galerie – budowę wielkiej Galerii Napoleona III Bonaparte. Za panowania Ludwika XVIII i podczas II Cesarstwa Francuskiego (1852–1870) trwały pracę architektów – Louisa Visconti i Hectora Lefuela. W 1857 Napoleon III mógł zainaugurować ukończenie „Nowego Luwru” (fr. Nouveau Louvre). 
Podczas powstania Komuny Paryskiej, w maju 1871 pałac został podpalony. Komunardzi Dardelle, Bergeret, Bénot, Boudin i Mabeuf sprowadzili pięć ciężkich wozów z ropą naftową, terpentyną, płynną smołą i prochem, a następnie rozmieścili łatwopalne materiały w całym budynki i podpalili je. Z tarasu Luwru obserwowali pożar. Boudin i Bénot zostali powieszeni w 1872 i 1873.
Ruiny pałacu Tuileries zostały w 1880 rozebrane, z wyjątkiem dwóch małych pawilonów, Flory i de Marsan. W Pawilonie Flory odbył się w 1886 Salon Niezależnych.

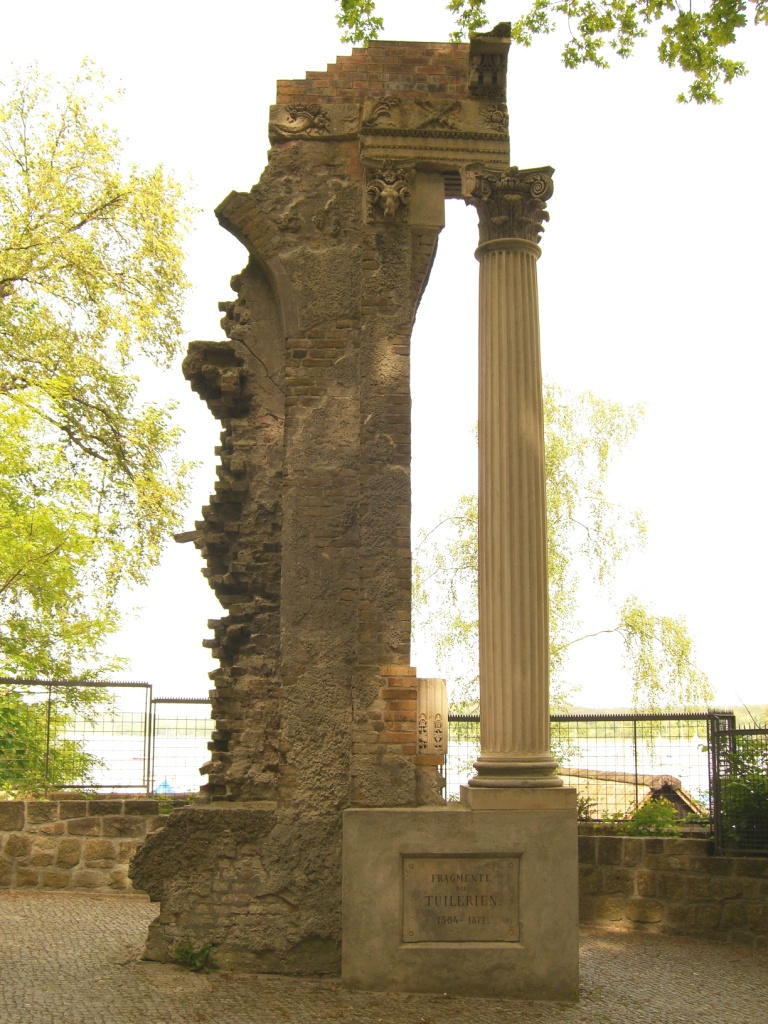
Ruiny pałacu na wyspie Schwanenwerder w Berlinie.

Niewielka pozostałość ruin została sprzedana w 1871 i przewieziona do Berlina. Od tego czasu wapienny filar pałacu Tuileries stoi na wyspie Schwanenwerder.

## Galeria

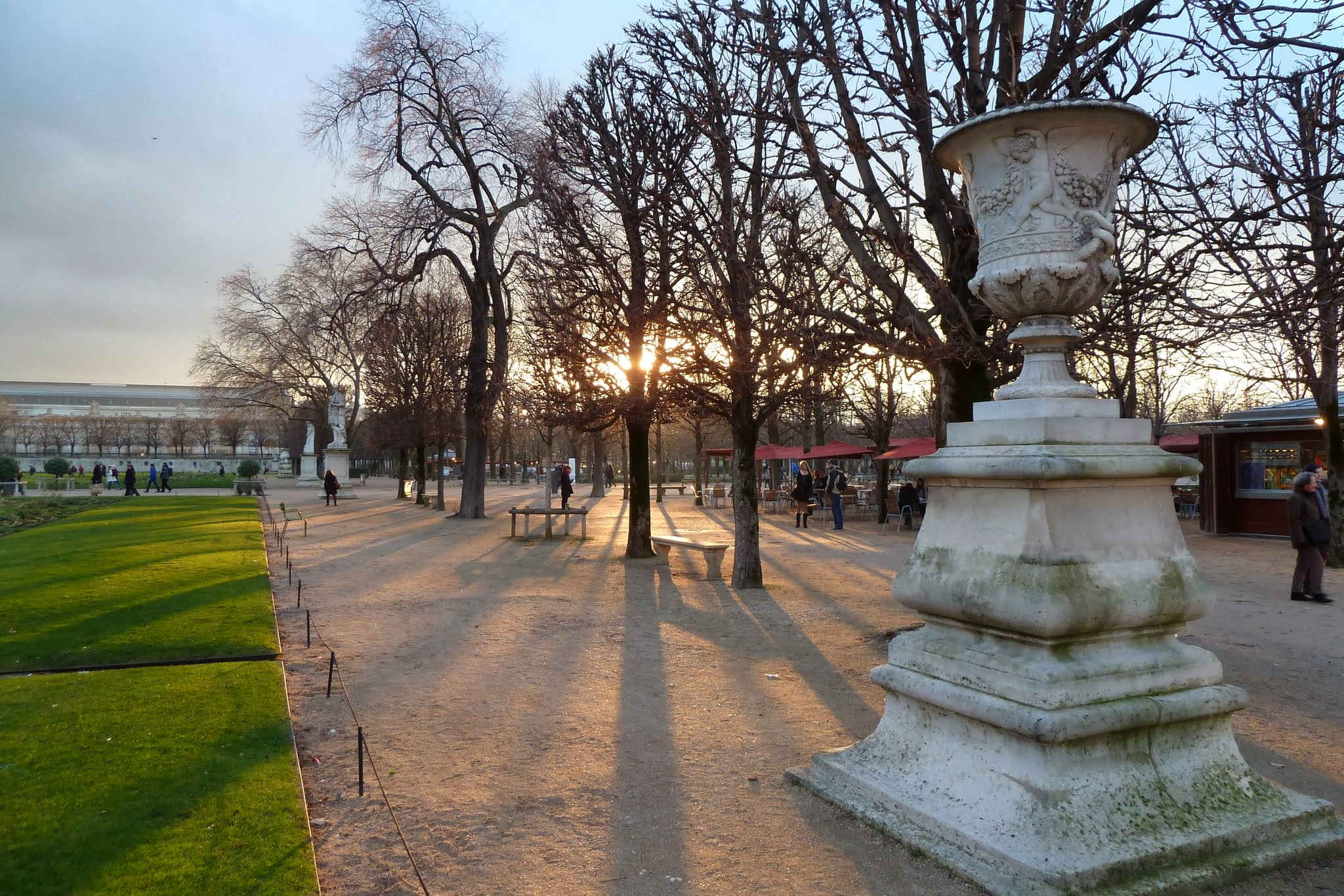
Ogród Tuileries w Paryżu;
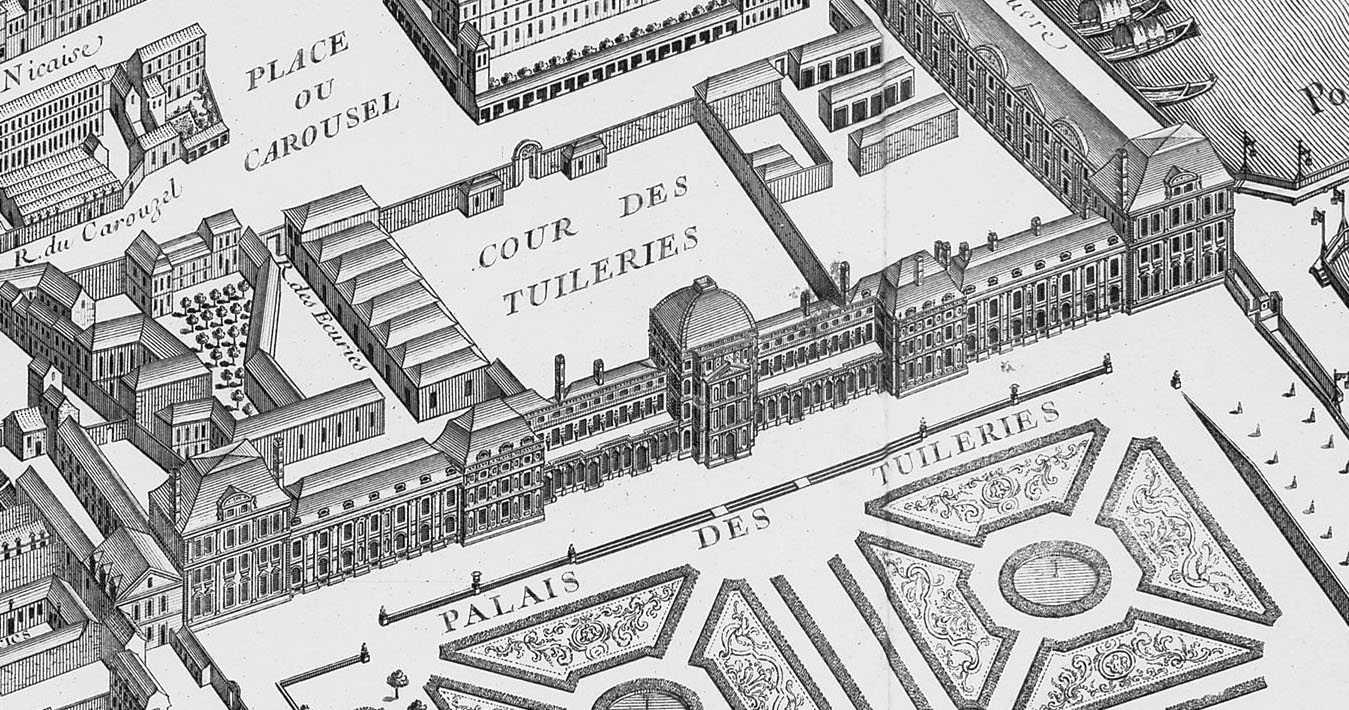
Pałac Tuileries w 1739
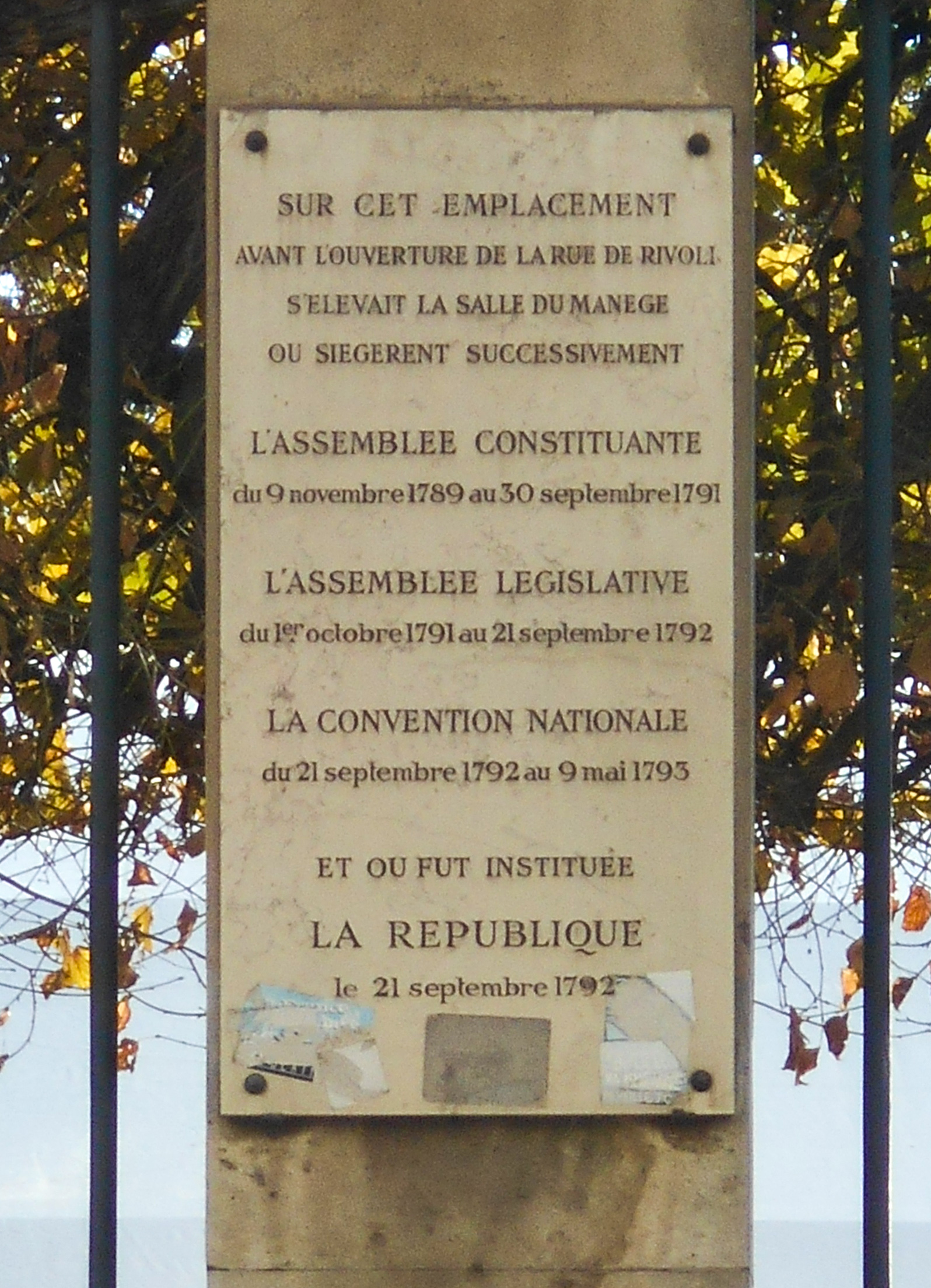
Tablica pamiątkowa na miejscu, gdzie w 1791 sporządzono pierwszą konstytucję francuską, a w 1792 utworzono pierwszą Republikę Francuską. Paryż, Rue de Rivoli
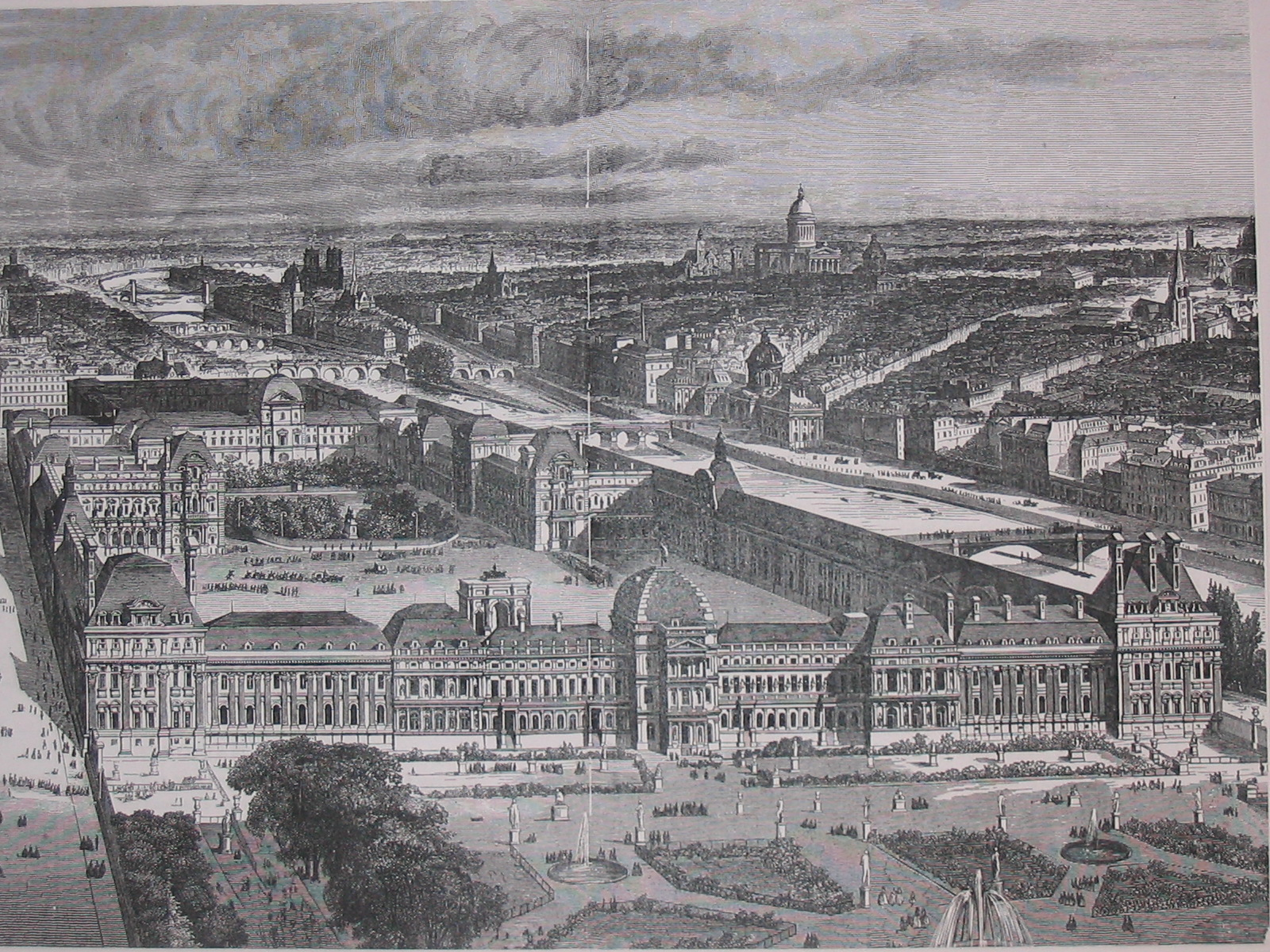
Pałac Tuileries z Luwrem w 1857